# Milan Žid
Milan Žid (ur. 28 stycznia 1933, zm. 9 listopada 2004) – czechosłowacki kierowca wyścigowy i rajdowy.

## Biografia
Rywalizował Škodami w latach 60. i 70. na trasach wyścigowych i rajdowych. Wygrał takie rajdy, jak: Lovosice (1967), Slovensko Nitra (1969), Vitava (1971), LIAZ Přerov (1972), Slovensko (1972). W wyścigach stawał na podium w wyścigach w Czechosłowacji, rywalizował również na takich torach jak Brands Hatch czy Zandvoort. W latach 1975–1976 wygrał Puchar Pokoju i Przyjaźni.

## Wyniki w Pucharze Pokoju i Przyjaźni
| Legenda oznaczeń w tabelach wyników Wyświetl szablon na nowej stronie | Legenda oznaczeń w tabelach wyników Wyświetl szablon na nowej stronie                                                                     |
| Oznaczenie                                                            | Wyjaśnienie |
| --------------------------------------------------------------------- | --- |
| Złoty                                                                 | Zwycięzca lub mistrzostwo |
| Srebrny                                                               | 2. miejsce lub wicemistrzostwo |
| Brązowy                                                               | 3. miejsce lub II wicemistrzostwo |
| Zielony                                                               | Ukończył, punktował (w klasyfikacji generalnej, gdy zdobył co najmniej jeden punkt na przestrzeni sezonu, poza trzema powyższymi opcjami) |
| Niebieski                                                             | Ukończył, nie punktował (w klasyfikacji generalnej, gdy nie zdobył co najmniej jednego punktu na przestrzeni sezonu)                      |
| Czerwony                                                              | Nie zakwalifikował się (NZ) |
| Czerwony                                                              | Nie prekwalifikował się (NPK) |
| Różowy                                                                | Nie ukończył (NU) |
| Różowy                                                                | Niesklasyfikowany (NS) (w klasyfikacji generalnej, gdy nie został sklasyfikowany w żadnym wyścigu sezonu)                                 |
| Czarny                                                                | Zdyskwalifikowany (DK) |
| Czarny                                                                | Wykluczony (WYK/EX) |
| Biały                                                                 | Nie wystartował (NW) |
| Biały                                                                 | Kontuzjowany (K/INJ) |
| Biały                                                                 | Wyścig odwołany (OD/C) |
| Bez koloru                                                            | Został wycofany (WYC/WD) |
| Bez koloru                                                            | Nie przybył (NP/DNA) |
| Bez koloru                                                            | Nie brał udziału w treningach (NT/DNP) |
| Bez koloru                                                            | Nie został zgłoszony (–) |
| Pogrubienie                                                           | Start z pole position |
| Kursywa                                                               | Najszybsze okrążenie wyścigu |
| †                                                                     | Nie ukończył, ale jego rezultat został zaliczony ze względu na przejechanie więcej niż 90% dystansu wyścigu.                              |
| *                                                                     | Sezon w trakcie |
| 1/2/3                                                                 | Punktowana pozycja w sprincie kwalifikacyjnym                                                                                             |
| Lista systemów punktacji Formuły 1                                    | |

| Rok  | Samochód     | Wyniki w poszczególnych eliminacjach | Wyniki w poszczególnych eliminacjach | Wyniki w poszczególnych eliminacjach | Wyniki w poszczególnych eliminacjach | Wyniki w poszczególnych eliminacjach | Pkt. | Msc. |
| ---- | ------------ | ------------------------------------ | ------------------------------------ | ------------------------------------ | ------------------------------------ | ------------------------------------ | ---- | ---- |
| 1973 |              | Czechosłowacja                       |                                      |                                      |                                      |                                      | ?    | 6    |
| 1973 | Škoda 110 R  | ?                                    | 2                                    | 3                                    | ?                                    |                                      | ?    | 6    |
| 1974 |              |                                      | Czechosłowacja                       |                                      |                                      |                                      | 135  | 2    |
| 1974 | Škoda 120 RS | 2                                    | 3                                    | 2                                    | ?                                    |                                      | 135  | 2    |
| 1975 |              |                                      |                                      | Czechosłowacja                       |                                      |                                      | 100  | 1    |
| 1975 | Škoda 130 RS | 1                                    | ?                                    | ?                                    | 1                                    |                                      | 100  | 1    |
| 1976 |              |                                      |                                      | Czechosłowacja                       |                                      | Czechosłowacja                       | 182  | 1    |
| 1976 | Škoda 130 RS | 3                                    | 2                                    | 9                                    | 3                                    | 1                                    | 182  | 1    |
| 1977 |              |                                      |                                      | Czechosłowacja                       |                                      |                                      | 186  | 2    |
| 1977 | Škoda 130 RS | 2                                    | 2                                    | 2                                    | 3                                    | 1                                    | 186  | 2    |